# Myiagra azureocapilla
El monarca crestiazul (Myiagra azureocapilla) es una especie de ave paseriforme de la familia Monarchidae. Es endémica del archipiélago de las Fiyi donde se le encuentra en la isla de Taveuni.

## Descripción

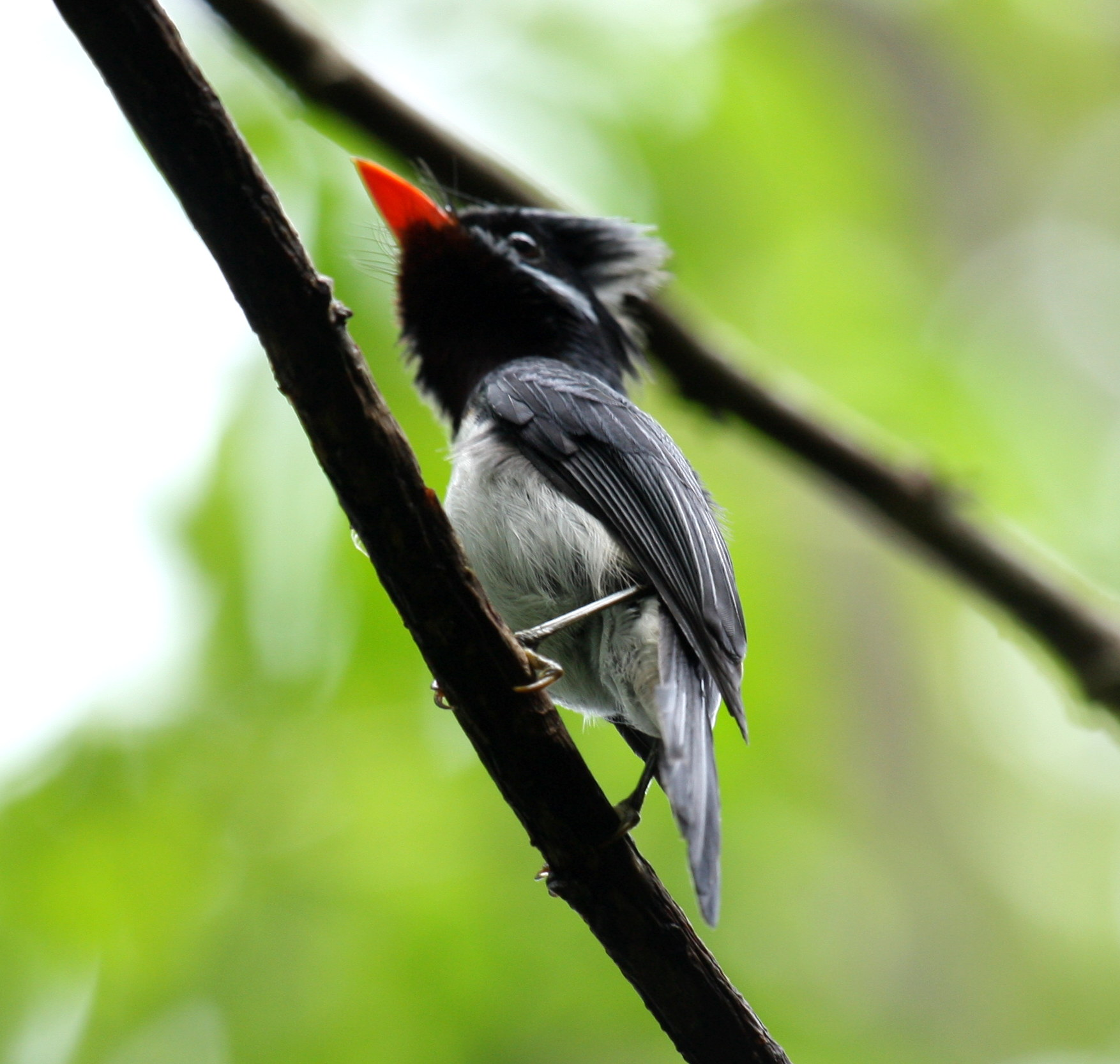
Macho.

Es un pájaro pequeño, mide unos 14 cm de largo. Presenta un claro dimorfismo sexual. El macho tiene un píleo azul claro. El manto es de un color azul pizarroso y su vientre es blanquecino. La hembra sin embargo, es marrón por arriba, con auriculares grisacos y un píleo con matizes azulados. 
Al contrario que en las otras especies del género Myiagra el pico es de un naranja brillante en vez de negro.